# Músculo vasto intermedio
El músculo vasto intermedio proviene de la superficie frontal y lateral del cuerpo del fémur de los dos tercios superiores, situado bajo el músculo recto anterior y de la parte lateral del septo intermuscular. Sus fibras terminan en una aponeurosis superficial, la cual forma parte de la zona profunda del tendón del músculo cuádriceps.
El músculo vasto interno y el vasto intermedio parecen formar una unidad inseparable, pero al retirar el músculo recto anterior, se observa un intervalo angosto extendiéndose en forma ascendente, desde el borde medial de la rótula, entre los dos músculos, hasta el nivel de la parte inferior de la línea intertrocantérica, donde sin embargo los dos músculos siguen, con frecuencia, en forma continua.

## Imágenes adicionales

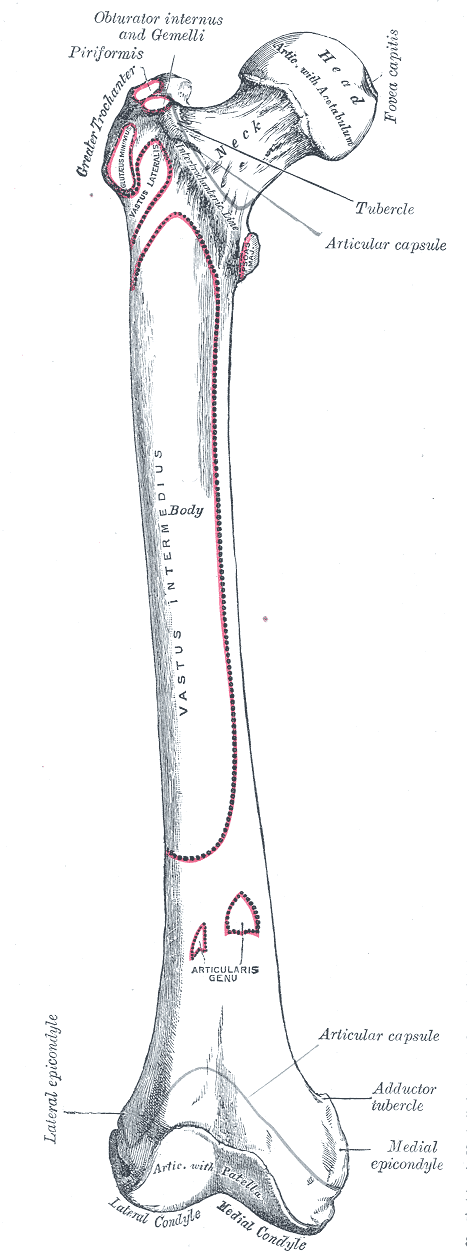
Superficie anterior del fémur derecho.
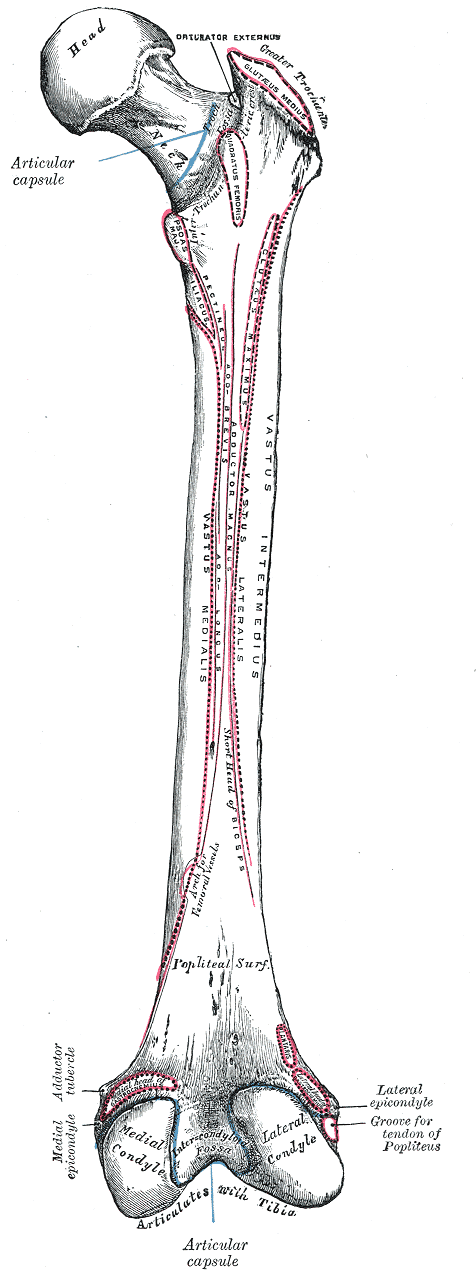
Superficie posterior del fémur derecho.
Músculos de la región iliaca y femoral anterior.
Estructuras de la sección trasversal del tercio medio del muslo.